# Рейбниц, Мария Кристина фон
Принцесса Майкл Кентская (англ. Princess Michael of Kent; род. 15 января 1945 года), урождённая баронесса Мария Кристина фон Рейбниц (нем. Marie Christine von Reibnitz) — член британской королевской семьи, супруга принца Майкла Кентского.

## Биография
Мария Кристина фон Рейбниц родилась 15 января 1945 года в Карлсбаде, недалеко от поместья семьи своей бабушки принцессы Хедвиги Виндиш-Грец. Мария Кристина — единственная дочь барона Гюнтера фон Рейбница и графини Марии Анны фон Сапари. Отцом её матери был Фридрих Сапари — австро-венгерский дипломат, посол в Санкт-Петербурге.
Через свою мать принцесса Кентская является потомком короля Франции Генриха II, королевы Екатерины Медичи, Дианы де Пуатье и известного художника Питера Пауля Рубенса.

### Брак
Её первым мужем был английский банкир Томас Троубридж. Они познакомились в Германии, поженились 14 сентября 1971 года в Лондоне. Но брак оказался несчастливым, и в 1977 году Римско-католическая церковь официально его аннулировала.
Через месяц после развода 30 июня 1978 года она вышла замуж за принца Майкла Кентского, сына принца Георга, герцога Кентского (1902—1942) и принцессы Марины Греческой и Датской (1906—1968). Они поженились в Вене. Принц Майкл является двоюродным братом королевы Елизаветы II. После замужества Мария приняла титул Её Королевское Высочество принцесса Майкл Кентская, женский эквивалент на титул мужа, так как она не родилась принцессой.
Принц Майкл после вступления в брак потерял права на наследование британского престола, так как Мария Кристина была католичкой, однако после изменения Акта о престолонаследии в 2013 году был снова включен в очередь на престол. Их дети сохраняют свои права наследования, так как являются по религии протестантами.
У принца и принцессы Кентских двое детей:
- Лорд Фредерик Виндзор, родился 6 апреля 1979 года;
- Леди Габриэлла Виндзор, родилась 23 апреля 1981 года.

## Титулы
- 15 января 1945 — 14 сентября 1971: баронесса Мария Кристина фон Рейбниц
- 14 сентября 1971 — 30 июля 1978: баронесса Мария Кристина фон Рейбниц, миссис Троубридж
- с 30 июля 1978: Её Королевское Высочество принцесса Майкл Кентская